# Forever Living Products
Forever Living Products är ett internationellt verksamt bolag inom multi-level marketing med huvudkontor i Arizona, USA. Företagets produkter är baserade på aloe vera.
Företagets verksamhet uppmärksammades bland annat 1992 då det köpte den ranch där TV-serien Dallas spelades in och 2013 när det konstaterades att av 20 000 rekryterade återförsäljare i Uganda hade bara 83 nått en nivå där de tjänat tillbaka sina initiala utgifter för att bli återförsäljare.

## Historik
Forever Living grundades 1978 i Tempe, Arizona av Rex Maughan. På 1990-talet köpte Maughan det Texas-baserade företaget Aloe Vera of America som tidigare hade sålt sina produkter med Forever Living som distributör.

## Geografisk företagsstuktur
Den globala verksamheten består utöver moderbolagen av lokalbolag som täcker ett eller flera länder. Det svenska företaget Forever Living Products Scandinavia AB har till exempel ansvar för verksamheten i Finland.

## Ekonomi
Företaget rapporterade själva[när?] att de hade knappt 10 miljoner återförsäljare och en omsättning på fyra miljarder amerikanska dollar, det vill säga omkring fyrahundra dollar per återförsäljare och år. 